# 竹原和彦
竹原 和彦（たけはら かずひこ、1954年 - ）は、日本の医学者。金沢大学皮膚科学教室第8代教授を務めていた。
1954年に兵庫県で出生。灘高等学校を経て、1979年に東京大学医学部医学科を卒業し、東京大学皮膚科学教室、東京大学医学部附属病院皮膚科文部教官助手、サウスカロライナ医科大学リウマチ病教室研究員、東京大学医学部皮膚科講師を経て、1994年に金沢大学医学部教授となった。2020年に金沢大学を定年退職し、アトピー性皮膚炎の訪問診療を開始した。